# Haploniscus antarcticus
Haploniscus antarcticus är en kräftdjursart som beskrevs av Ernst Vanhöffen 1914. Haploniscus antarcticus ingår i släktet Haploniscus och familjen Haploniscidae. Inga underarter finns listade i Catalogue of Life.